# Philippeville
Philippeville (en való Flipveye) és un municipi belga de la província de Namur a la regió valona.

## Fills il·lustres
- Jérôme-Joseph de Momigny (1762-1842) musicòleg i compositor musical.

## Nuclis de població
| Secció            | Habitants |
| ----------------- | --------- |
| Philippeville     | 2687      |
| Fagnolle          | 213       |
| Franchimont       | 373       |
| Jamagne           | 270       |
| Jamiolle          | 172       |
| Merlemont         | 360       |
| Neuville          | 1238      |
| Omezée            | 67        |
| Roly              | 632       |
| Romedenne         | 597       |
| Samart            | 112       |
| Sart-en-Fagne     | 247       |
| Sautour           | 388       |
| Surice            | 452       |
| Villers-en-Fagne  | 235       |
| Villers-le-Gambon | 661       |
| Vodecée           | 149       |
| Total             | 8853      |
| Homes             | 4401      |
| Dones             | 4452      |

## Evolució demogràfica
Evolució de la població des de 1977
Clar : Secció de Philippeville
Fosc : Total del municipi

## Agermanaments
- Saulieu